# 罗维里耶纳克要塞
罗维里耶纳克要塞（Lovrijenac） 又译为圣劳伦斯要塞，经常被称为 "杜布罗夫尼克的直布罗陀"， 是克罗地亚杜布罗夫尼克西城墙外的一个堡垒和剧场，在海平面以上37（121英尺）。它的出名之处，一是戏剧表演，二是历史上在抵抗威尼斯中所起的作用。它俯瞰着城市的海路和陆路两个入口。早在十一世纪，威尼斯试图在此处建造要塞，如果他们成功了, 将会一直控制杜布罗夫尼克。但当地人在短短的三月时间建造了要塞。当威尼斯人满载建造要塞的材料的船只抵达时，被告知返回威尼斯。
罗维里耶纳克要塞的形状为三角形。面向外侧的墙壁厚度达到12米，而面对城内的墙壁厚度仅有60厘米。通向要塞有二个吊桥，城门上有题字Non Bene Pro Toto Libertas Venditur Auro (即使为世界上所有珍宝，也不能出卖自由)。
罗维里耶纳克要塞目前也用作戏剧表演的舞台，莎士比亚的《哈姆雷特》演出已成为杜布罗夫尼克夏季节的标志。

## 画廊

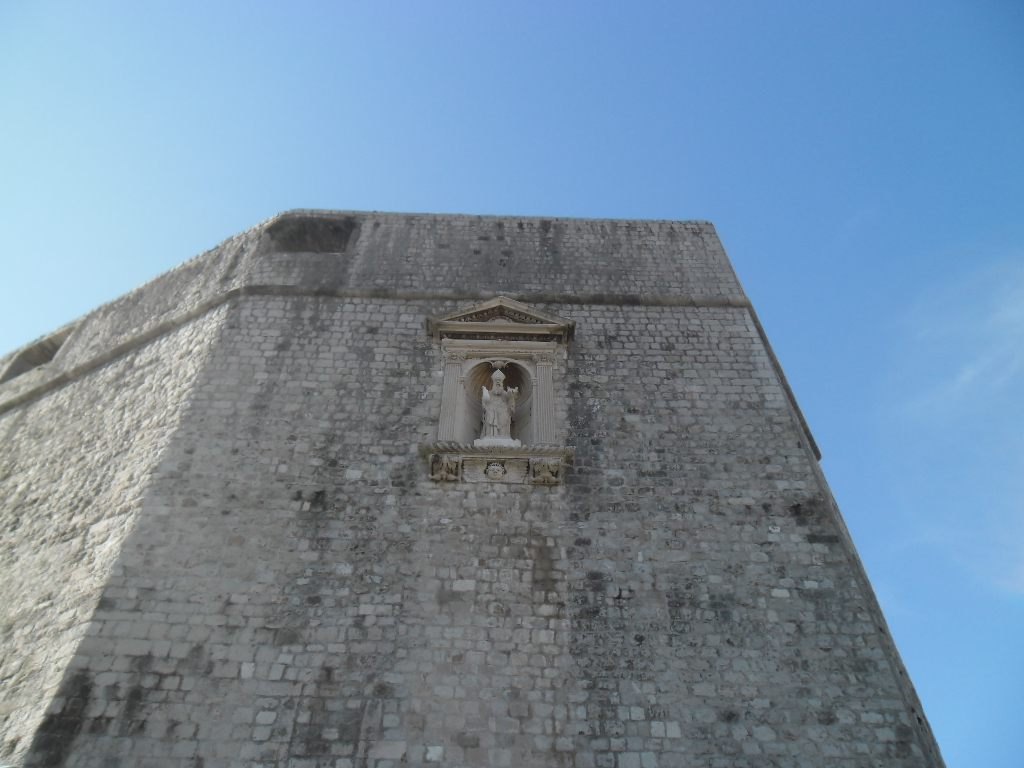
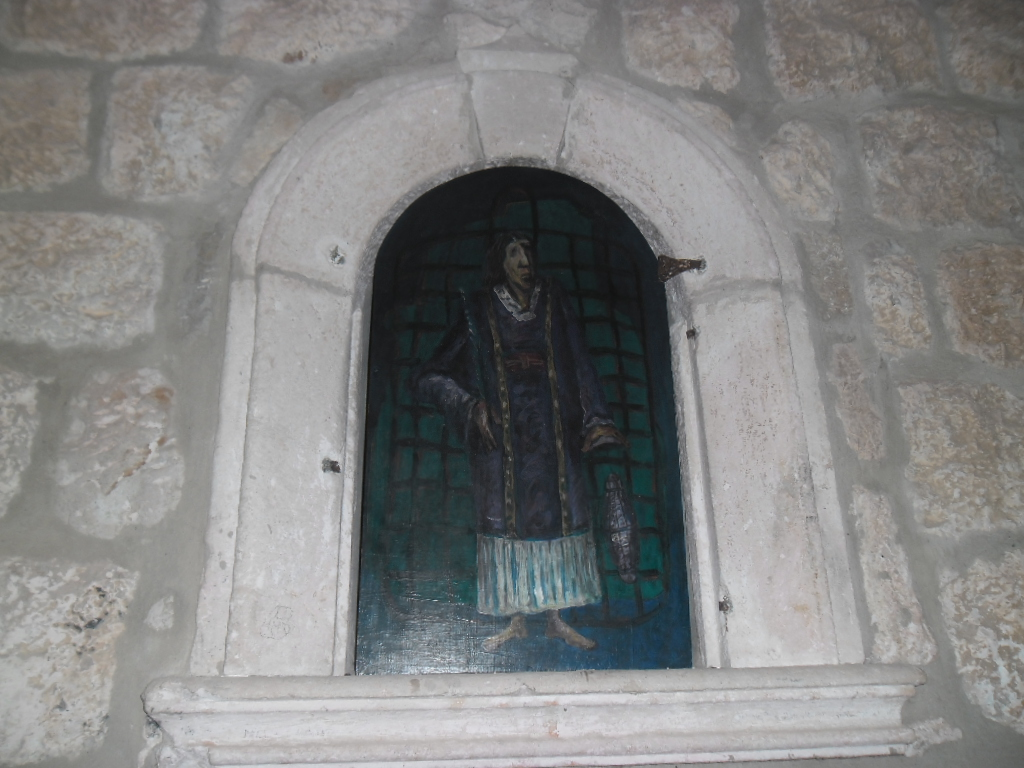
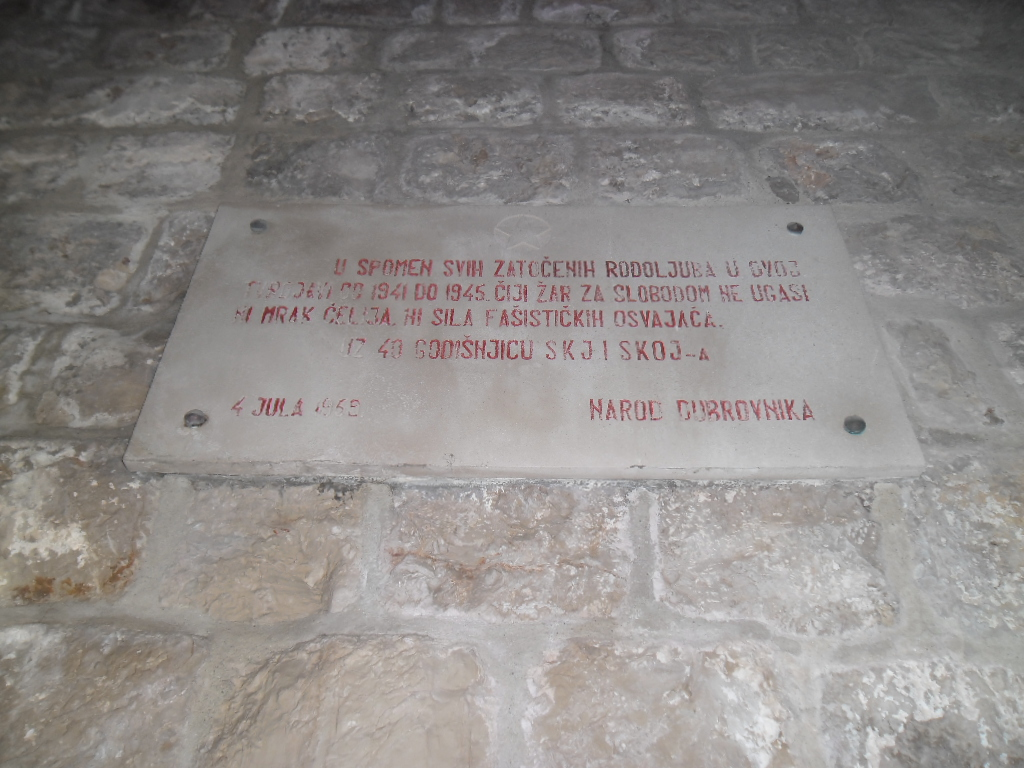
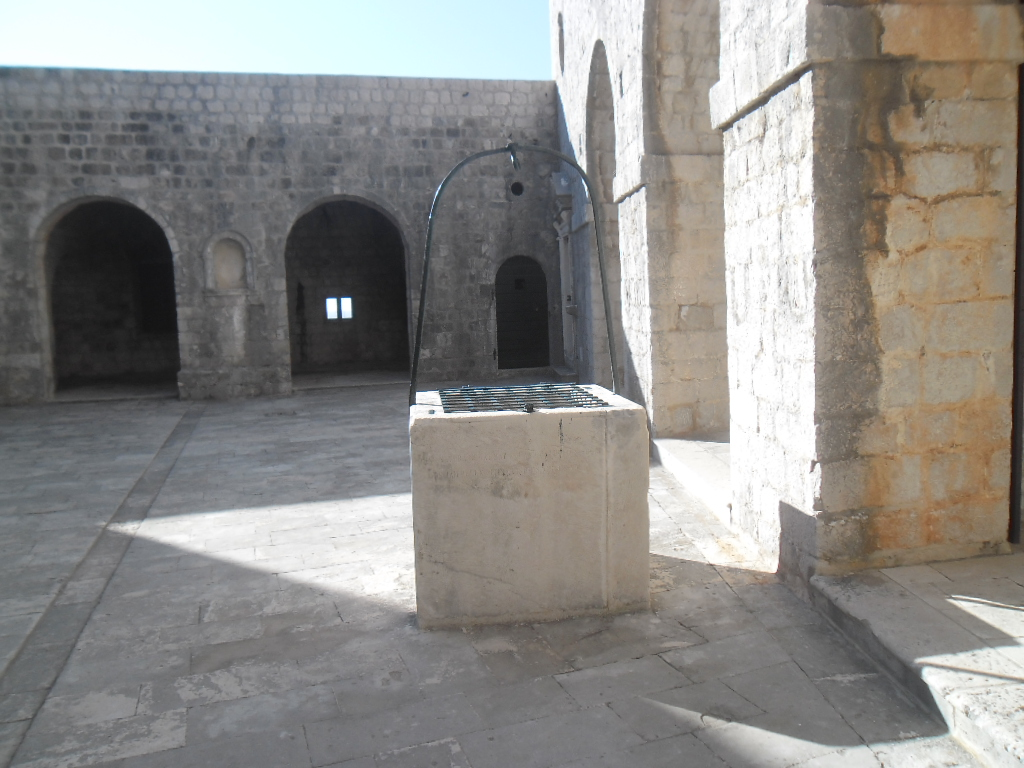
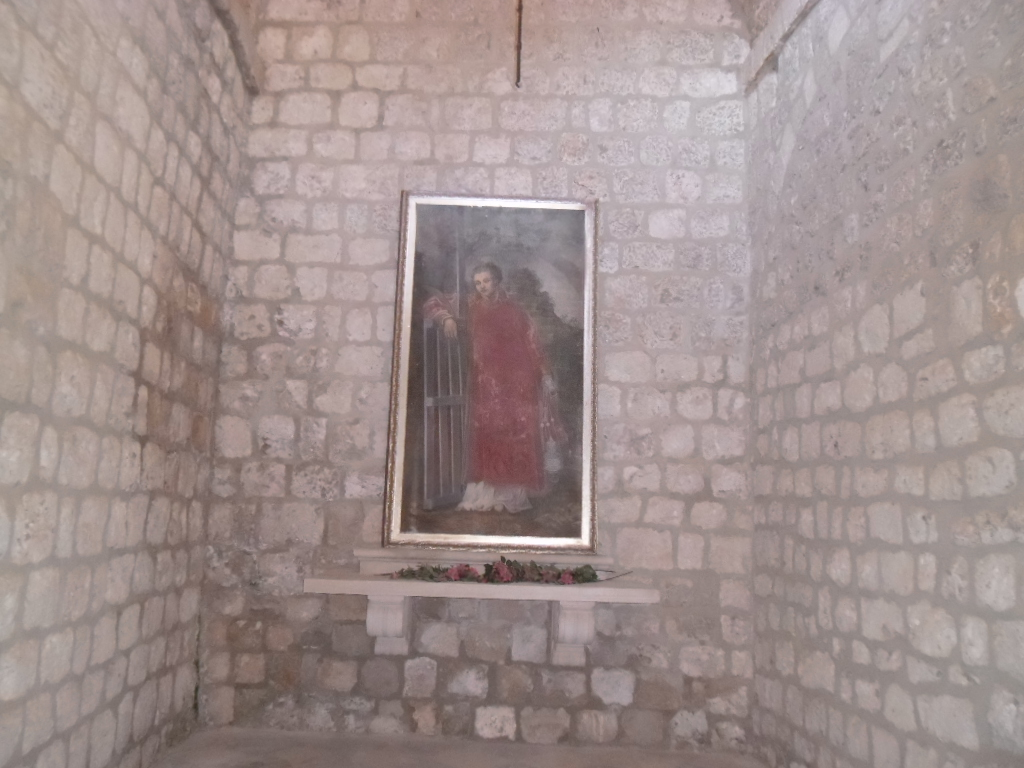
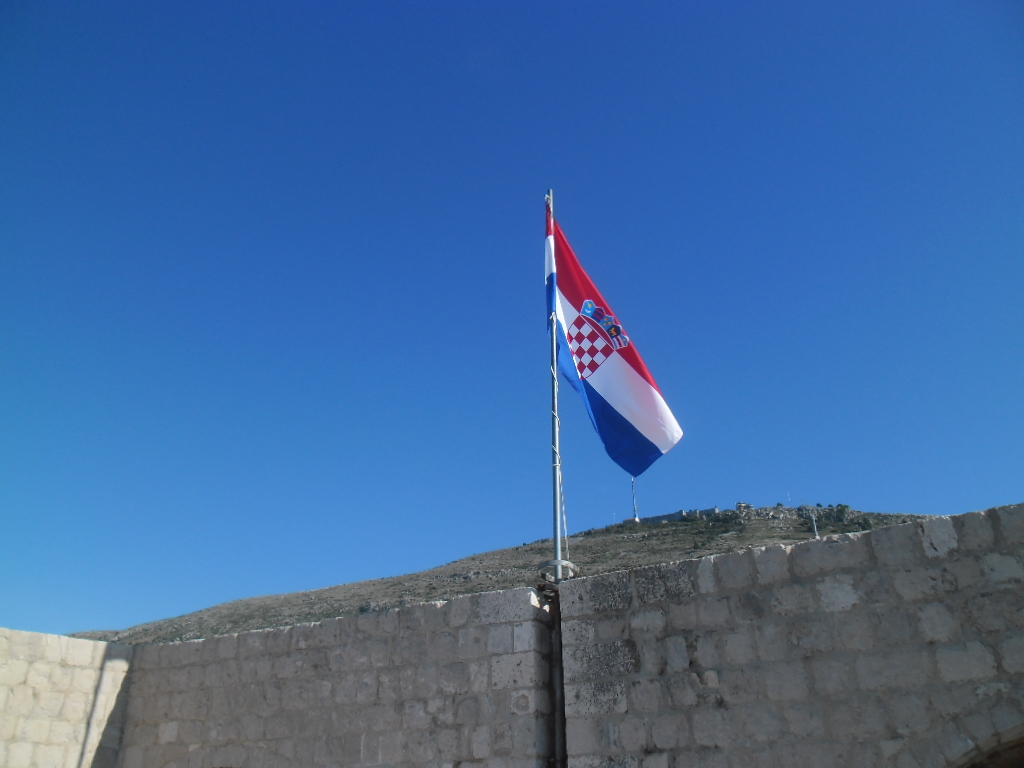
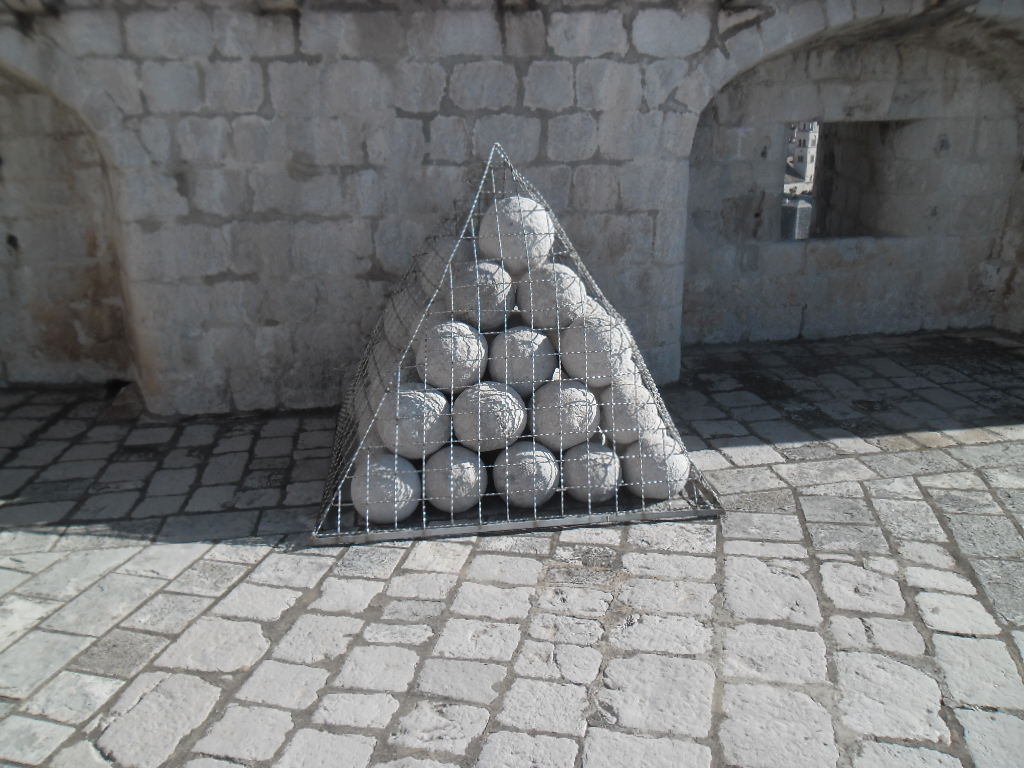
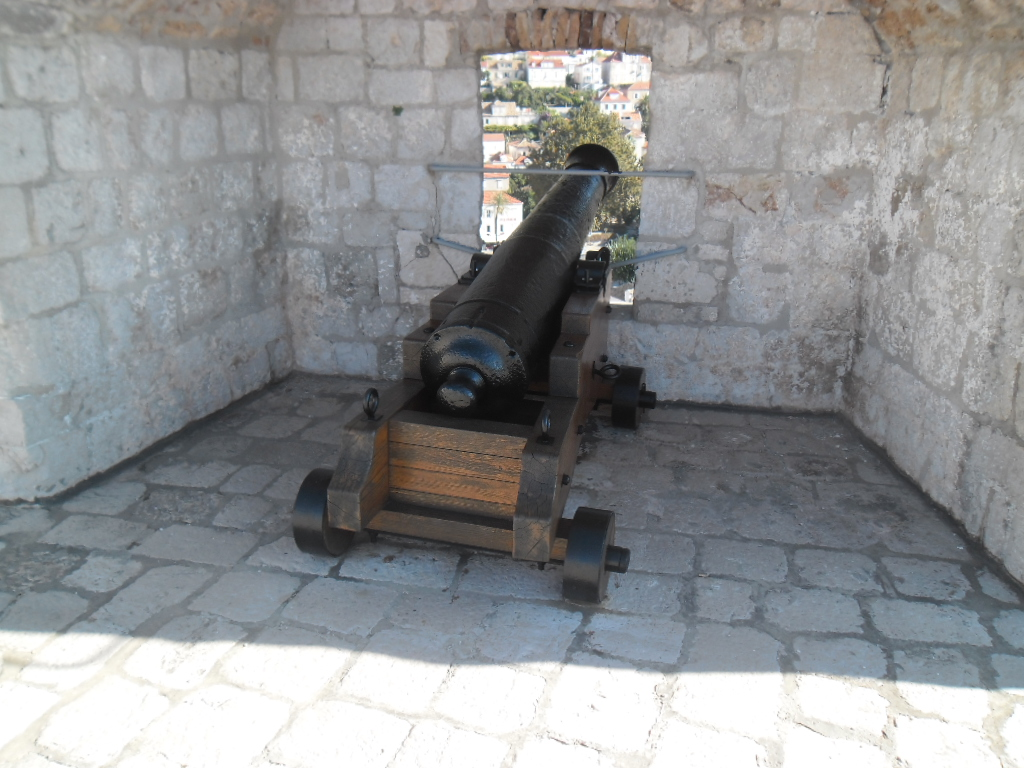
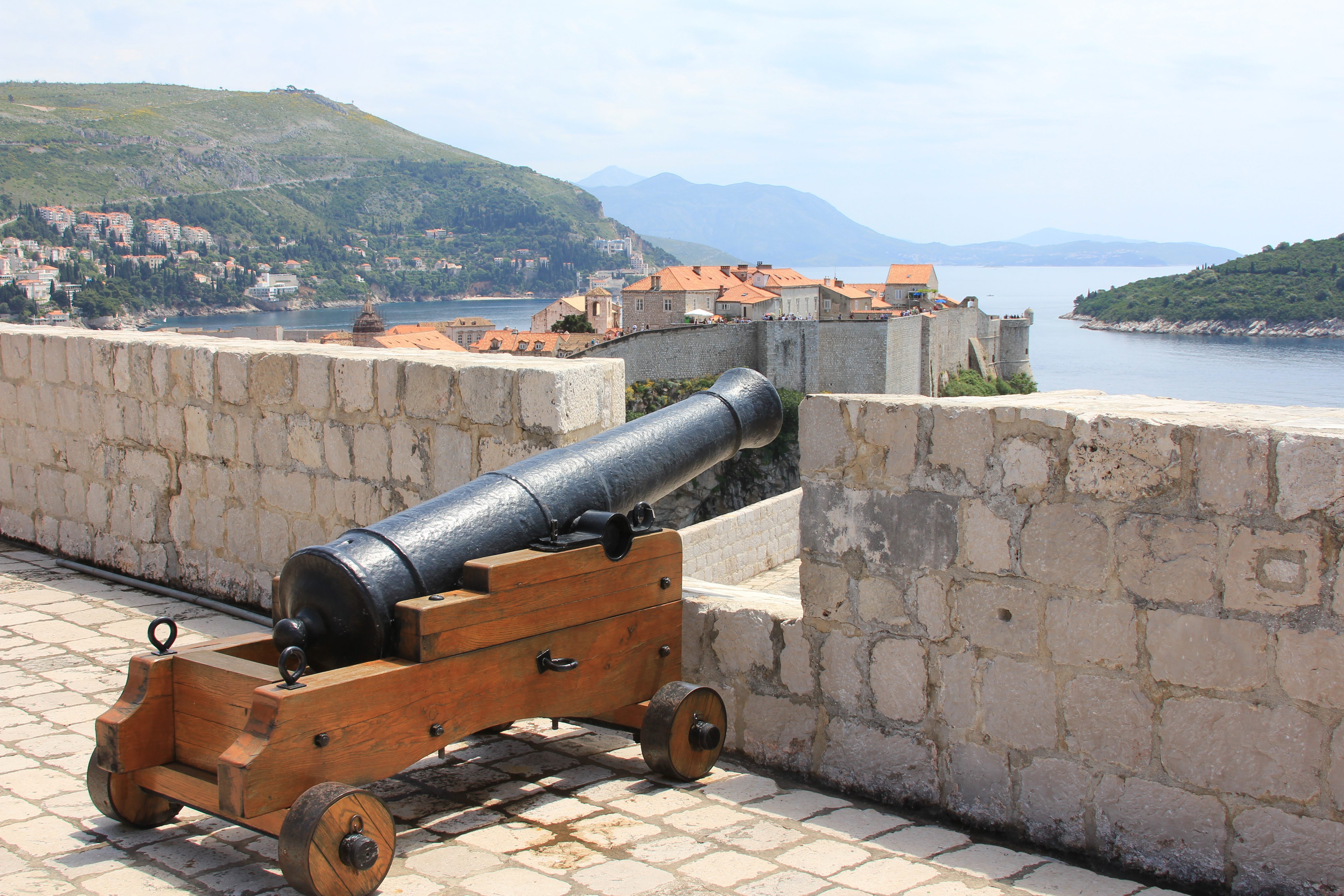
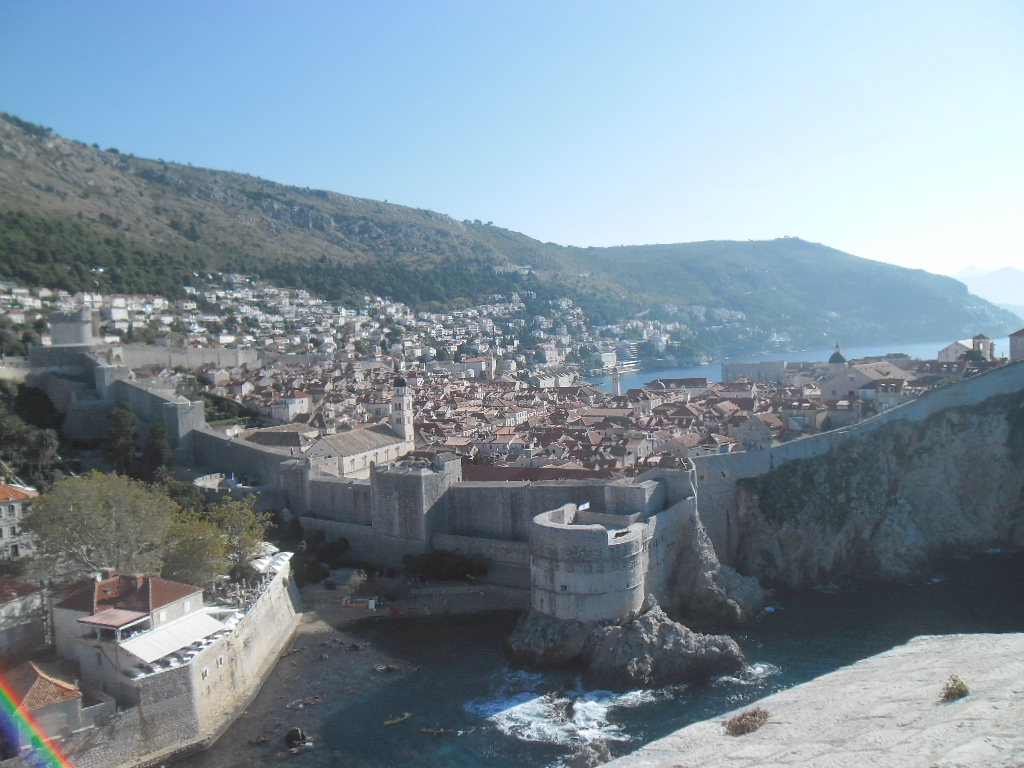
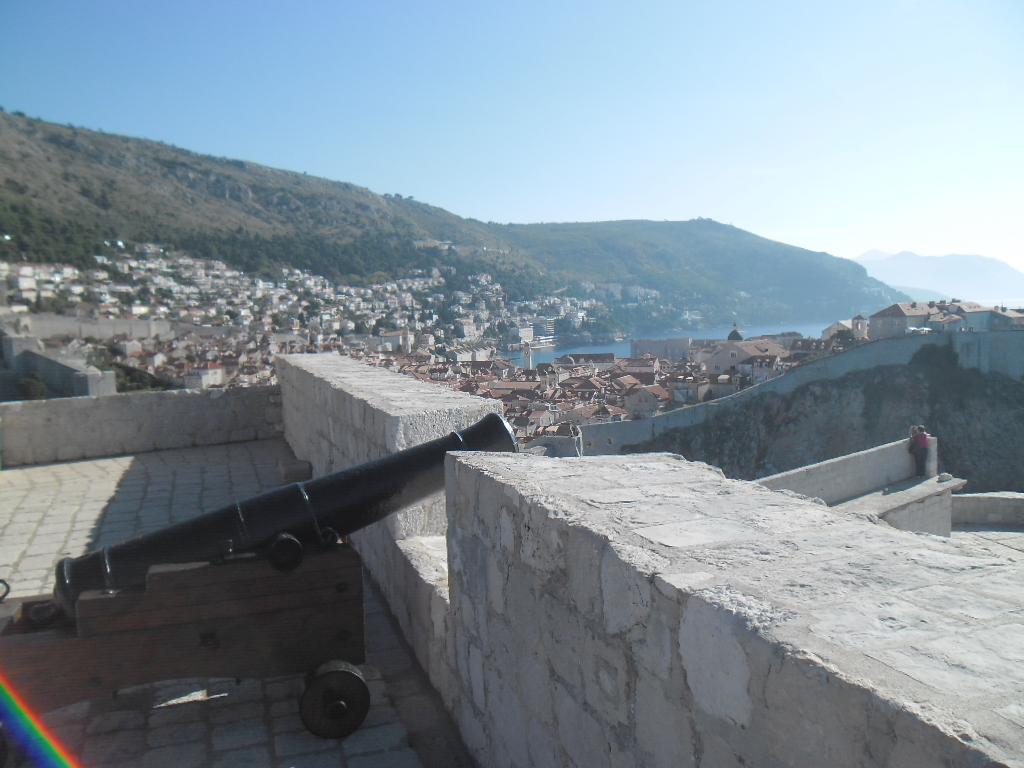